# Överklockning
Överklockning innebär att man kör en datorkomponent i en högre klockfrekvens än specificerat av tillverkaren. Detta utförs ofta av datorentusiaster med avsikt att höja datorns prestanda, för att till exempel hålla jämna steg med ökande systemkrav utan att behöva köpa ny hårdvara.
Vanligen överklockas datorns processor men man kan även överklocka grafikkortet och annan hårdvara.

## Tillvägagångssätt och problem

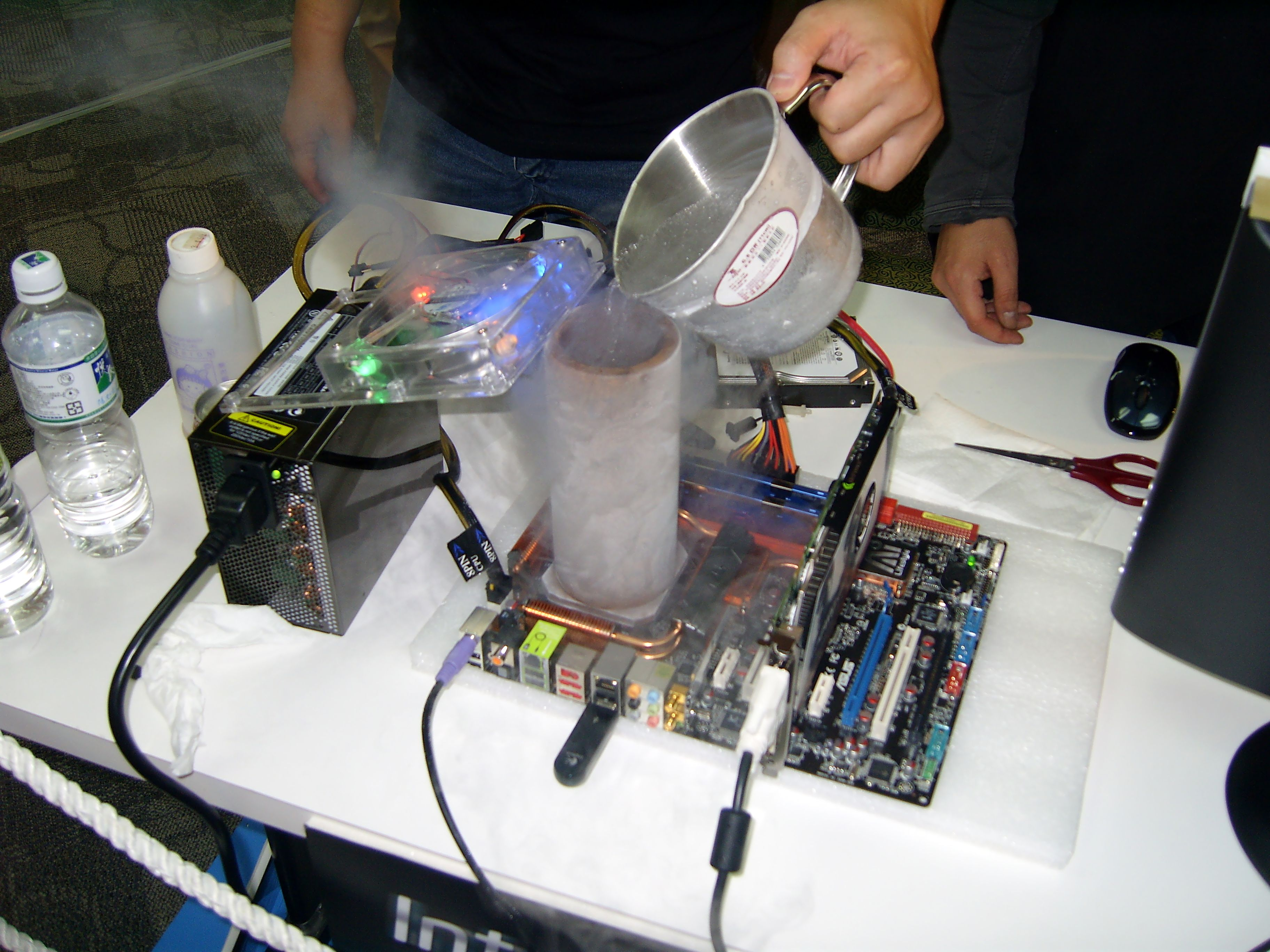
Vid extrem överklockning kan flytande kväve användas för att undvika överhettning.

Överklockning av en dators centrala processor sker vanligtvis genom att man i moderkortets BIOS ökar klockfrekvensen till processorn. En processors slutgiltiga frekvens är produkten av bussfrekvensen och en multiplikator, genom att öka någon av de två blir en justering av klockfrekvensen möjlig.
En överklockning kan leda till att datorn blir instabil. Detta har delvis sin grund i att den högre klockfrekvensen ger processorns transistorer mindre tid att ändra spänningen mellan 0 och 1. När ändringen misslyckas finns risk för fel i läsning, skrivning och beräkningar. Detta kan avhjälpas genom att öka spänningen till processorn. En ökad klockfrekvens eller spänningshöjning leder dock till att processorn utvecklar mer värme, vilket även det leder till instabilitet. För att processorn ska fortsätta vara stabil, och för att högre klockfrekvenser ska kunna nås, måste därför den extra värmen kylas bort. Därför är det viktigt att hitta en bra balans mellan klockfrekvens, spänning och kylning.
Medan processorn blir snabbare av överklockning, finns nackdelar.
- Om inte processorn kyls riktigt och den inte har överhettningsskydd kan den bli överhettad. De flesta moderna processorer har dock ett inbyggt skydd som automatiskt stänger av eller klockar ner processorn då temperaturen blir för hög.
- Skador som uppkommer i samband med överklockning täcks oftast inte av garantin, och ibland upphör garantin att gälla vid överklockning.
- Den högre klockfrekvensen kan få processorns livslängd att minska.
- Processorn kräver mer effekt.
- Komponenter runt processorn får en högre temperatur.

## Processorn
Hur mycket en viss processor går att överklocka är inte möjligt att förutsäga. Generellt sett så är alla processorer som är tillverkade på samma fabrik vid samma tillfälle (vecka) ganska likvärdiga, många gånger oberoende av modell[källa behövs].
Processorn på grafikkortet (se GPU) kan överklockas på samma sätt som en central processor gällande spänning, klockfrekvens och kylning. Dessa klockas oftast direkt ifrån operativsystemet via program som ATItool, Powerstrip, Coolbits eller RivaTuner.

## Bildskärmar
Överklockning av en bildskärm är en operation genom vilken skärmens uppdateringsfrekvens höjs (vanligen från standarden 60 Hz till 72–120 Hz). Alla modeller kan inte överklockas, och endast ett fåtal kan överklockas till 100 Hz eller mer.

## Populärkultur
- Det förekommer tävlingar i överklockning, bland annat årligen på datorfestivalen Dreamhack.
- I TV-serien Futurama heter avsnitt 25 från säsong 6 Overclockwise, där roboten Bender överklockas till den grad att han blir ett med universum.

## Överklockningsdatabaser
En överklockningsdatabas används för att samla och jämföra överklockad hårdvara. Användare kan skicka in sina resultat till databasen och söka bland dessa. Detta är ett alternativ till att lägga upp resultat i ett vanligt forumtråd där man inte har samma möjlighet till att sortera och söka bland resultaten.
Exempel på överklockningsdatabaser:
- Hwbot
- TechSweden.org - Överklockningsdatabas
- The Overclocking World Record Database